# 村上祐基
村上 祐基（むらかみ ゆうき、1987年7月24日 - ）は、広島県福山市の元プロ野球選手（内野手）、野球指導者。

## 経歴
小学時代に福山市立幕山小学校の「幕山少年野球クラブ」で野球を始める。
中学時代は福山市の軟式野球チーム「東朋ライオンズ」に所属していた。
如水館高校時代の3年時には第77回選抜高校野球大会に9番セカンドとして学校史上初となる出場を果たし、初戦で東筑紫学園高校に5対4で勝利したが、2回戦となる羽黒高校戦では2対8と打ちこまれ敗れた。
高校卒業後は立正大学に進学し、大学4年時には第40回明治神宮野球大会優勝。
立正大学卒業後は四国アイランドリーグの高知ファイティングドッグスに入団した。入団当初は三塁手で、初年度の2010年には三塁手のポジションでリーグのベストナインに選出されている。
その後、遊撃手に守備位置を変更し、2012年には2年ぶりにベストナインに選出。
2013年は、選手の投票により主将を務めた。
2014年のシーズンは31盗塁を記録し、最多盗塁のタイトルを獲得、2年ぶりとなるベストナインにも選出された。シーズン終了後、任意引退を理由に退団した。
2016年4月に高知市の建設会社・ミタニ建設工業株式会社に入社し、同時に内野手兼コーチとして同社野球部に所属している。
さらに同高知市のバッティングセンター・ドーム23の野球部にも所属している。
また、2021年4月からはキッチンカーで燻製カレーを販売する会社・株式会社イタダキマスを設立、販売している。
2022年4月21日、高知県の企業10社が出資し立ち上げた合同会社『四国に新幹線を』が設立した高知県初の女子硬式野球クラブチーム「10 Carat Express」の監督に就任することが発表された。

## 詳細情報

### 年度別打撃成績
| 年 度    | 球 団    | 打 率 | 試 合 | 打 席 | 打 数 | 得 点 | 安 打 | 二 塁 打 | 三 塁 打 | 本 塁 打 | 打 点 | 三 振 | 四 球 | 死 球 | 犠 打 | 犠 飛 | 盗 塁 | 長 打 率 | 出 塁 率 | 併 殺 打 | 失 策 |
| -------- | -------- | ----- | ----- | ----- | ----- | ----- | ----- | -------- | -------- | -------- | ----- | ----- | ----- | ----- | ----- | ----- | ----- | -------- | -------- | -------- | ----- |
| 2010     | 高知     | .283  | 70    | 257   | 212   | 30    | 60    | 8        | 1        | 0        | 22    | 49    | 28    | 8     | 8     | 1     | 27    | .330     | .386     |          |       |
| 2011     | 高知     | .249  | 63    | 240   | 193   | 31    | 48    | 5        | 1        | 0        | 17    | 47    | 26    | 9     | 9     | 3     | 13    | .285     | .359     |          |       |
| 2012     | 高知     | .235  | 80    | 340   | 268   | 28    | 63    | 3        | 3        | 1        | 19    | 57    | 59    | 6     | 5     | 2     | 25    | .280     | .382     |          |       |
| 2013     | 高知     | .211  | 76    | 338   | 270   | 43    | 57    | 8        | 2        | 5        | 21    | 65    | 56    | 5     | 5     | 2     | 28    | .311     | .354     |          |       |
| 2014     | 高知     | .259  | 76    | 345   | 294   | 38    | 76    | 4        | 3        | 1        | 21    | 48    | 32    | 15    | 1     | 3     | 31    | .302     | .357     | 5        | 19    |
| 通算:5年 | 通算:5年 | .246  | 365   | 1520  | 1237  | 170   | 304   | 28       | 10       | 7        | 100   | 266   | 201   | 43    | 28    | 11    | 124   | .301     | .367     |          |       |

### タイトル
- 最多盗塁（2014年）

### 背番号
- 1 （2010年 - 2014年）
- 6 （ミタニ建設工業・ 2016 - ）
- 8 （ドーム23）